# Andreas Guder
Andreas Guder (* 12. August 1966 in München) ist ein deutscher Sinologe.

## Leben
Er studierte Deutsch als Fremdsprache (M.A.), Sinologie, Germanistische Linguistik und interkulturelle Kommunikation an der Ludwig-Maximilians-Universität München und an der Universität Peking. Nach der Promotion 1998 in München im Fach Sinologie über Schriftzeichendidaktik arbeitete er vier Jahre als DAAD-Lektor für Deutsch als Fremdsprache an der TU Peking. 2003 wurde er zum Juniorprofessor für Chinesische Sprache und Übersetzung an den Fachbereich 6 der Universität Mainz in Germersheim berufen. Von 2006 bis 2016 war Andreas Guder Leiter des Studienbereichs Chinesische Sprache an der Freien Universität Berlin. Von 2016 bis 2019 war er als Professor für Fachdidaktik Chinesisch in Göttingen verantwortlich für die Lehramtsausbildung im Schulfach Chinesisch. Außerdem war er dort deutscher Direktor des Akademischen Konfuzius-Instituts. Seit 2019 lehrt er als Professor für Didaktik des Chinesischen sowie Sprache und Literatur Chinas an der FU Berlin. Die Professur wird für die ersten fünf Jahre direkt von Hanban finanziert, was Kontroversen auslöste.
Neben einzelnen Übersetzungsarbeiten sind seine Forschungsschwerpunkte vor allem die Linguistik des Modernen Chinesisch, Translationswissenschaft und Fachdidaktik Chinesisch als Fremdsprache.
In seiner Dissertation „Sinographemdidaktik“ befasste er sich mit dem Problem der Schriftzeichenvermittlung im Chinesischunterricht und arbeitete später vor allem an Fragestellungen der Vermittlung der chinesischen Sprache als „distanter“ Fremdsprache im Kontrast zu europäischen „affinen“ Fremdsprachen. Seit 2004 ist Andreas Guder gewählter Vorsitzender des Fachverbands Chinesisch e.V., der bundesweiten Vereinigung aller Lehrenden des Fachs Chinesisch an Schulen und Hochschulen mit über 500 Mitgliedern, sowie Herausgeber von „CHUN – Chinesischunterricht“, der europaweit einzigen Fachzeitschrift zu Chinesisch als Fremdsprache. Unter seiner Leitung entstanden mehrere Orientierungspapiere des Fachverbands Chinesisch zu den Problematiken des Chinesischunterrichts, unter anderem eine kritische Stellungnahme zur offiziellen staatlichen Chinesisch-Prüfung HSK. 2010 gehörte er zu den Initiatoren des EU-geförderten Projekts „European Benchmarks for the Chinese Language“, das in deutlicher Abgrenzung zu den VR-chinesischen curricularen Vorgaben für Chinesischunterricht Deskriptoren für Chinesischkompetenzen europäischer Lerner entwickelt hat.

## Schriften (Auswahl)
- Sinographemdidaktik – Aspekte einer systematischen Vermittlung der chinesischen Schrift im Unterricht Chinesisch als Fremdsprache. Mit einer Komponentenanalyse der häufigsten 3867 Schriftzeichen. Heidelberg 1999, ISBN 3-87276-835-2.
- Chinesisch-Deutsches Lernwörterbuch. Tübingen 2004, ISBN 3-87276-861-1.
- als Herausgeber mit Katrin Buchta: China. Literatur. Übersetzen. Beiträge eines Symposiums zu Ehren von Ulrich Kautz. Frankfurt am Main 2006, ISBN 3-631-55250-5.
- als Herausgeber: European benchmarks for the Chinese language (EBCL). English-German edition of the project. Levels A1.1 / A1 / A1+ / A2 / A2+. Europäischer Referenzrahmen für Chinesisch als Fremdsprache. München 2015, ISBN 978-3-86205-203-5.
- Guder, Andreas (2008) Was sind distante Fremdsprachen? Ein Definitionsversuch am Beispiel des Chinesischen. In: Burwitz-Melzer, Eva et al. (Hrsg.) Sprachen lernen – Menschen bilden. Dokumentation zum 22. Kongress für Fremdsprachendidaktik der Deutschen Gesellschaft für Fremdsprachenforschung (DGFF) (= BFF - Beiträge zur Fremdsprachenforschung Band 10). Baltmannsweiler 2008, 69–78.
- Guder, Andreas (2016) 一点中文: Ein bisschen Chinesisch - Wir brauchen eine Fremdsprachenpolitik, die bereit ist, über Europa hinaus zu denken. In: Die Neueren Sprachen 4, 13–23
- Guder, Andreas (2019) Chinesisch digital: Wege zu einer funktionalen Schreibkompetenz für den Chinesischunterricht? In: Eva Burwitz-Melzer, Claudia Riemer, Lars Schmelter (eds.) Das Lehren und Lernen von Fremd- und Zweitsprachen im digitalen Wandel. Arbeitspapiere der 39. Frühjahrskonferenz zur Erforschung des Fremdsprachenunterrichts. Gießener Beiträge zur Fremdsprachendidaktik, 90–101.
- Guder, Andreas / You, Wenhao / Frenzel, Andrea / Willems, Ariane S. (2021) Macht mehr Chinesisch! Wirklichkeiten und Möglichkeiten des Schulfachs in Deutschland. Berlin: Bildungsnetzwerk China.
- Wippermann, Dorothea / Guder, Andreas / Jin, Meiling / Wang, Jingling (eds.) (2022) Hànyǔ Pīnyīn in der Didaktik der chinesischen Sprache und Zeichenschrift. München: iudicium. (Sinolinguistica Band 17)
- Übersetzer von: Gülnisa Erdal: Banus Erlösung 巴奴的救赎. Ein uigurischer Roman aus dem staatlich überwachten Xinjiang. Ostasien Verlag 2022. ISBN 978-3-946114-86-4